# Модры, Ярослав
Я́рослав Мо́дры (чеш. Jaroslav Modrý; 27 февраля 1971, Ческе-Будеёвице, Чехословакия) — бывший профессиональный чешский хоккеист, защитник. Участник чемпионата мира 2003 года в составе сборной Чехии. Всего за сборную провел 23 игры, набрал 6 очков (0+6). После окончания карьеры хоккеиста работал ассистентом главного тренера клуба АХЛ «Онтарио Рейн». Сейчас является главным тренером клуба Чешской Экстралиги «Мотор Ческе-Будеёвице».

## Достижения
- Чемпион Чехословакии 1992
- Бронзовый призёр чемпионата Чехии 2005 и 2012
- Обладатель кубка Колдера 1995
- Серебряный призёр чемпионата Европы среди юниоров (до 18 лет) 1989
- Бронзовый призёр молодежного чемпионата мира (до 20 лет) 1991

## Статистика
```
                                       --- Regular Season ---  ---- Playoffs ----
Season   Team                        Lge    GP    G    A  Pts  PIM  GP   G   A Pts PIM
--------------------------------------------------------------------------------------
1987-88  Ceske Budejovice            Czech   3    0    0    0    0  --  --  --  --  --
1988-89  Ceske Budejovice            Czech  16    0    0    0    8  12   0   1   1   -
1989-90  Ceske Budejovice            Czech  41    2    2    4    -  --  --  --  --  --
1990-91  Dukla Trencin               Czech  33    1    9   10    6   4   0   3   3   0
1991-92  Dukla Trencin               Czech  18    0    4    4    6  --  --  --  --  --
1991-92  Ceske Budejovice            Czech  14    4   10   14    -  --  --  --  --  --
1992-93  Utica Devils                AHL    80    7   35   42   62   5   0   2   2   2
1993-94  New Jersey Devils           NHL    41    2   15   17   18  --  --  --  --  --
1993-94  Albany River Rats           AHL    19    1    5    6   25  --  --  --  --  --
1994-95  New Jersey Devils           NHL    11    0    0    0    0  --  --  --  --  --
1994-95  Albany River Rats           AHL    18    5    6   11   14  14   3   3   6   4
1994-95  Ceske Budejovice            Czech  19    1    3    4   30  --  --  --  --  --
1995-96  Ottawa Senators             NHL    64    4   14   18   38  --  --  --  --  --
1995-96  Los Angeles Kings           NHL     9    0    3    3    6  --  --  --  --  --
1996-97  Los Angeles Kings           NHL    30    3    3    6   25  --  --  --  --  --
1996-97  Phoenix Roadrunners         IHL    23    3   12   15   17  --  --  --  --  --
1996-97  Utah Grizzlies              IHL    11    1    4    5   20   7   0   1   1   6
1997-98  Utah Grizzlies              IHL    74   12   21   33   72   4   0   2   2   6
1998-99  Los Angeles Kings           NHL     5    0    1    1    0  --  --  --  --  --
1998-99  Long Beach Ice Dogs         IHL    64    6   29   35   44   8   4   2   6   4
1999-00  Los Angeles Kings           NHL    26    5    4    9   18   2   0   0   0   2
1999-00  Long Beach Ice Dogs         IHL    11    2    4    6    8  --  --  --  --  --
2000-01  Los Angeles Kings           NHL    63    4   15   19   48  10   1   0   1   4
2001-02  Los Angeles Kings           NHL    80    4   38   42   65   7   0   2   2   0
2002-03  Los Angeles Kings           NHL    82   13   25   38   68  --  --  --  --  --
2003-04  Los Angeles Kings           NHL    79    5   27   32   44  --  --  --  --  --
2004-05  Bili Tygri Liberec          Czech  19    3    7   10   24  12   0   4   4  22
2005-06  Atlanta Thrashers           NHL    79    7   31   38   76  --  --  --  --  --
2006-07  Dallas Stars                NHL    57    1    9   10   32  --  --  --  --  --
2006-07  Los Angeles Kings           NHL    19    0    8    8   22  --  --  --  --  --
2007-08  Los Angeles Kings           NHL    61    1    5    6   42  --  --  --  --  --
2007-08  Philadelphia Flyers         NHL    19    0    3    3    8   9   0   3   3   0
2008-09  Bili Tygri Liberec          Czech  52    3   14   17   48   3   0   0   0   6
2009-10  Plzen                       Czech  52    9   18   27   91   6   0   3   3   8
2010-11  Plzen                       Czech  52    8   12   20   54   4   0   1   1   4
2011-12  Plzen                       Czech  14    1    0    1   37  10   0   2   2   6
--------------------------------------------------------------------------------------
         Czech Total                       333   32   79  111  304  51   0  14  14  46
         NHL Total                         725   49  201  250  510  28   1   5   6   6
         IHL Total                         183   24   70   94  161  19   4   5   9  16 
         AHL Total                         117   13   46   59  101  19   3   5   8   6
```